# Attilio Veraldi
Attilio Veraldi (Napoli, 1925 – Monte Carlo, 1999) è stato uno scrittore e traduttore italiano.
Nonostante la scarsità di pubblicazioni, Veraldi è considerato, per l'eleganza della sua prosa e la maestria nelle descrizioni taglienti, alle volte impietose ma mai folkloristiche, uno dei padri del giallo italiano.

## Biografia
Attilio Veraldi cominciò a scrivere romanzi gialli relativamente tardi, su insistenza dell'allora direttore editoriale della Rizzoli, Mario Spagnol, che lo convinse, pare con qualche difficoltà, a mettere mano alla sua prima opera La mazzetta, pubblicato dalla stessa casa editrice nel 1976. Fino ad allora Veraldi era stato soprattutto traduttore raffinato ed elegante dall'inglese e dalle lingue scandinave, dividendosi tra Milano, la Scandinavia, l'America del Sud e del Nord. A lui si devono, per esempio, ottime traduzioni degli autori americani della scuola dell'hard boiled.
Con La mazzetta, dal quale fu tratto anche un fortunato film con Nino Manfredi ed Ugo Tognazzi, Veraldi creò il personaggio di Sasà Jovine, un ambiguo ma simpatico faccendiere di mezza tacca dedito al disbrigo di incombenze poco pulite al servizio di personaggi compromessi con la camorra, sempre in bilico tra legalità e illegalità, in un'ambientazione da hard boiled californiano, senza nulla concedere alla macchietta partenopea; Jovine tornò poi in Uomo di conseguenza. Un altro fortunato personaggio di Veraldi è il commissario Apicella, presente sia in Naso di cane (trasposto in una miniserie televisiva omonima con Luca De Filippo quale protagonista) sia in L'amica degli amici. 
Con Veraldi, Napoli entrò così a pieno titolo nella geografia del giallo italiano contemporaneo.
Veraldi morì a Montecarlo nel 1999. A lui è intitolato un premio agli scrittori di noir nell'ambito del SalerNoir Festival promosso dall'associazione salernitana Porto delle Nebbie 

## Opere
- La mazzetta (1976)
- Uomo di conseguenza (1978)
- Il vomerese (1980)
- Naso di cane (1982)
- L'amica degli amici (1984)
- Donna da Quirinale (1990)
- Scicco (1991)
- L'ombra dell'avventura (1992)
- L'inseguimento (1925-1999)

### Traduzioni
- Howard Fast, Spartacus, Milano, Mondadori, 1959. - Milano, Tropea, 2000.
- Aage Falk Hansen, Il Giornalaio di Vesterbro, Milano, Mondadori, 1958.
- William R. Anderson-Clay Blair Jr., Col Nautilus sotto il Polo, Milano, Mondadori, 1959.
- Frances Winwar, Con D'Annunzio, di fuoco in fuoco, Milano, Mondadori, 1960.
- Malcolm Lowry, Buio come la tomba dove giace il mio amico, Milano, Mondadori, 1971.
- David Ignatius, Agenti d'innocenza, Milano, Mondadori, 1988.
- Kurt Vonnegut, La colazione dei campioni, Milano, Rizzoli, 1974.